# I banchieri di Dio - Il caso Calvi
I banchieri di Dio - Il caso Calvi è un film del 2002 diretto da Giuseppe Ferrara, il cui soggetto è tratto dall'omonimo libro curato da Mario Almerighi. Questo film è riconosciuto come d'interesse culturale nazionale dalla Direzione generale Cinema e audiovisivo del Ministero per i beni e le attività culturali e per il turismo italiano, in base alla delibera ministeriale del 15 febbraio 2000.
Il film, uscito nelle sale l'8 marzo 2002, narra le vicende dello scandalo del Banco Ambrosiano, cercando di ricostruire gli eventi e gli intrecci, senza dispensare nomi ed episodi. Lo scandalo esplose come un caso intricato e denso di misteri che coinvolse il mondo finanziario milanese, il Vaticano, la loggia massonica P2, i servizi segreti italiani e inglesi, il mondo della politica, la mafia e la banda della Magliana. Il film termina con la morte di Roberto Calvi sotto il ponte dei Frati Neri a Londra, sostenendo apertamente l'ipotesi di omicidio.

## Trama
1976. A Nassau, nelle Bahamas, si riunisce il consiglio d'amministrazione della Nassau Bank - Banco Ambrosiano Overseas, consociata estera della banca privata cattolica milanese Banco Ambrosiano. Alla riunione sono presenti Roberto Calvi, il presidente del Banco Ambrosiano; l'arcivescovo statunitense Paul Marcinkus, presidente dello IOR, la banca del Vaticano; il Maestro Venerabile Licio Gelli, capo della loggia massonica italiana P2; Umberto Ortolani, il braccio destro di Gelli ed eminenza finanziaria della P2; e Michele Sindona, banchiere al momento inquisito dall'autorità giudiziaria a causa della bancarotta delle proprie banche.
Durante la riunione, alla quale partecipa anche il fantomatico Mister Kane, un uomo dell'establishment statunitense, viene deciso di rilevare il Corriere della Sera, importante giornale italiano di sinistra, in modo tale da scongiurare la salita al governo italiano dei comunisti e causare un avvicinamento dell'Italia alla comunista Europa dell'est. Ciò fa anche parte del Piano di rinascita democratica su cui Gelli e la P2 stanno lavorando: esso consiste nell'arginare il pericolo comunista in Italia sfruttando l'informazione e i media, compresi i giornali. La Banca di Nassau, al contempo, finanzia banche e associazioni anticomuniste in America Latina, fornendo loro anche armi.
Qualche tempo dopo, Sindona finisce in carcere per il crack finanziario delle proprie banche. Viene arrestato, pur se per un breve periodo, anche Luigi Mennini, il vice di Marcinkus allo IOR. Marcinkus, invece, non rimane coinvolto nella vicenda giudiziaria. Calvi prende il posto di Sindona come principale fautore degli interessi finanziari del Vaticano. Il Papa convoca Calvi insieme a Marcinkus, chiedendo a Calvi supporto finanziario dell'Ambrosiano a Solidarnosc, sindacato polacco che combatte la scarsità di diritti dei lavoratori dei paesi comunisti esteuropei.
17 febbraio 1981. Ad Arezzo, la Guardia di Finanza, su incarico della magistratura milanese perquisisce una fabbrica di proprietà di Gelli, rinvenendo la lista degli appartenenti alla P2. Ad essa risultano iscritti alti ufficiali delle forze armate e dei servizi segreti, politici, industriali, magistrati e giornalisti.
Gelli, Ortolani e Calvi si incontrano e discutono del fatto che ad aver manovrato l'offensiva di polizia sia stata la finanza laica, tradizionalmente avversa al Vaticano e politicamente a sinistra. Gelli invia allora un telex al Presidente del Consiglio dei ministri della Repubblica Italiana Arnaldo Forlani, esponente del partito centrista cattolico Democrazia Cristiana, nel quale gli chiede di non pubblicare i nomi degli appartenenti alla P2 e di non perseguirli, asserendo di avere l'appoggio in tale richiesta dei servizi segreti occidentali e della NATO. Su consiglio del democristiano Giulio Andreotti, già visto in precedenza tra gli ospiti del Papa, e del segretario della DC Flaminio Piccoli, Forlani decide di non fare nomi e di dimettersi da capo del governo.
Piccoli invia in aiuto di Calvi Francesco Pazienza, agente segreto vicino ai servizi segreti statunitensi, alla massoneria e con un giro di affari in tutto il mondo. Pazienza rivela che l'elenco degli appartenenti alla P2 verrà reso pubblico e che il governo, grazie all'avversione dei comunisti, cadrà. Gelli e Mister Kane si levano dalla circolazione, seguiti anche da Ortolani, che prima di fuggire consiglia a Calvi di dileguarsi pure lui. Calvi si rifiuta, reclamando la propria innocenza; poco tempo dopo, viene arrestato dalla Finanza, dopo che la magistratura milanese ha scoperto che centinaia di migliaia di dollari dell'Ambrosiano passano per delle consociate estere del Banco in paesi con segreto bancario (come le Bahamas, il Lussemburgo e la Svizzera) per poi approdare in America Latina, dove 'scompaiono' misteriosamente.
Clara, moglie di Calvi chiede aiuto ai politici: prima si incontra con Andreotti, il quale le dice che per risolvere la situazione metterà un proprio uomo nel consiglio d'amministrazione dell'Ambrosiano; poi si incontra con i socialisti, senza ottenere nulla. Clara si reca poi dal marito in carcere: Roberto le dice di far arrivare la voce in Vaticano che vuole rivelare che dietro a tutti i capitali del Banco c'è lo IOR. Inoltre, Calvi intende far uscire allo scoperto dei documenti di sua proprietà che rivelano che la finanza laica tiene dei fondi fuori bilancio. A New York Carlo, il figlio di Roberto e Clara, insieme a Pazienza tenta di chiedere l'aiuto di un monsignore vicino all'Opus Dei, avverso a Marcinkus, ma a causa della vicinanza del padre ai socialisti e ai massoni l'aiuto viene negato.
Il dirigente aziendale Bruno Tassan Din rivela a Clara che, se vuole che il marito esca dal carcere, egli dovrà collaborare con la magistratura. Calvi viene sottoposto a interrogatorio e rivela che lui è solo un burattino nelle mani di Gelli, Ortolani e Sindona, e che tutti i finanziamenti importanti (fra cui quelli ai socialisti) che ha effettuato il Banco sono stati ordinati da loro, e Calvi non si è potuto rifiutare.
Poco dopo l'inizio del processo, una notte, Calvi, disperato, tenta di suicidarsi ingerendo delle pastiglie e recidendosi un polso, ma viene soccorso e ricoverato in ospedale.
A questo punto la situazione si snoda in più parti che si sviluppano contemporaneamente:
- Andreotti si incontra con il cardinale Agostino Casaroli, esprimendo la propria preoccupazione.
- Il giorno dopo, mentre ha luogo il dibattito sulla fiducia al nuovo Presidente del Consiglio, Giovanni Spadolini (segretario del Partito Repubblicano Italiano e primo capo del governo laico dopo quasi quarant'anni di egemonia democristiana), il Papa consiglia a Marcinkus di inviare un messaggio a Calvi che lo possa rasserenare. La discussione viene interrotta dall'arrivo di Casaroli, che deve parlare con il Papa.
- Marcinkus fa arrivare a Calvi, tramite il cappellano del carcere, il messaggio nel quale afferma che, per distendere la situazione, basta dire che il Banco Ambrosiano non ha niente a che fare con i capitali su cui la magistratura sta indagando; Calvi non è per nulla sollevato, affermando che non servirebbe a nulla in quanto la magistratura vuole a tutti i costi scoprire dove siano finiti i soldi.
- Pazienza chiede a Calvi, tramite Clara, di rivelare i nomi dei veri padroni dell'Ambrosiano, così che Roberto possa essere assolto da colpe che non ha; il banchiere però non vuole, in quanto correrebbe grossi guai.
- Viene arrestata la figlia di Gelli e le vengono trovati con sé dei documenti appartenenti al padre con la firma del Pentagono americano: Pazienza, membri delle forze armate italiane e l'establishment statunitense (rappresentato da Mister Kane) si interessano a ciò, in quanto provare l'autenticità della firma sarebbe provare che Gelli aveva il supporto di istituzioni estere.
- Calvi in carcere è stato contattato da un mafioso camorrista e Pazienza si è attivato per salvare il politico democristiano Ciro Cirillo, rapito dai terroristi; Calvi fornisce a Pazienza i soldi - provenienti dai capitali dell'Ambrosiano - per pagare il riscatto, che tramite la camorra arriva nelle mani dei terroristi, così Cirillo viene liberato.
- I socialisti, come già detto a Clara, si mobilitano dalla parte di Calvi, ma l'intervento è fallimentare in quanto, più che finalizzato ad aiutare il banchiere, consiste praticamente solo in un attacco alla magistratura. Clara chiede così a Pazienza un aiuto maggiore: la spia dice che provvederà, andandoci giù pesante con tutti i mezzi a disposizione.

Il Tribunale di Milano condanna Calvi a quattro anni di reclusione e al pagamento di una multa da 16 miliardi di lire. Egli, al momento rilasciato dall'autorità giudiziaria e quindi a piede libero, si reca a una riunione del consiglio d'amministrazione dell'Ambrosiano, facendone presente ai membri che la carica di presidente gli spetta di diritto e che, nonostante lo scandalo, negli ultimi mesi il bilancio del Banco è più che soddisfacente, negando la presenza di ogni irregolarità e quindi sostenendo l'impossibilità e l'inutilità di un commissariamento dell'istituto.
Pazienza organizza una 'vacanza' per Calvi, sul punto di un esaurimento nervoso: affitta una villa a Porto Rotondo per lui e la moglie e invita importanti politici, militari, agenti segreti, avvocati e criminali che rientrano fra le sue conoscenze. L'invitato di spicco è Flavio Carboni, potente imprenditore sardo vicino alla massoneria e a settori del Vaticano, che si dice disposto ad aiutare Calvi.
Calvi chiede a Marcinkus di fare delle lettere di garanzia dove garantisce per un debito di un miliardo di dollari dell'Ambrosiano 'svanito' nei conti sudamericani, dietro a cui effettivamente c'è lo IOR, ma l'arcivescovo si rifiuta, in quanto sarebbe un'ammissione che la responsabilità delle azioni irregolari del Banco è della banca vaticana. Marcinkus però poi accetta, solo per tranquillizzare momentaneamente Calvi: scrive due lettere di garanzia nelle quali ammette che lo IOR possiede il pacchetto di maggioranza delle società sudamericane e che è al corrente del debito. Il vicepresidente del Banco Roberto Rosone si dimostra però scettico, in quanto, sebbene con le lettere di Marcinkus sia stato congelato, il debito non è ancora estinto, e sarà difficile trovare un miliardo per colmare il 'buco'.

## Produzione
Il film è stato girato a Torino, Londra, Milano e a Belgrado.
La pellicola ha avuto una gestazione molto lunga e travagliata. Il regista Giuseppe Ferrara ha dichiarato di aver pensato per la prima volta a questo progetto nel 1986, subito dopo Il caso Moro, e di volerlo realizzare all'epoca con Gian Maria Volonté come protagonista.
Dopo una bocciatura del progetto nel 1991 da parte dei produttori Silvio Berlusconi e Vittorio Cecchi Gori, e l'intenzione del regista di gettare la spugna, l'interesse di Rai Cinema ha fatto portare a termine il progetto dopo quindici anni, nel 2001.
Il film ha incontrato problemi durante la lavorazione, in quanto la magistratura ha voluto accertarsi delle ricostruzioni ancora al vaglio.
Nell'aprile 2002 venne messo sotto sequestro su denuncia di Flavio Carboni (interpretato da Giancarlo Giannini nel film), il quale ha dovuto versare una cauzione di un milione e mezzo di euro. Il film venne dissequestrato due mesi dopo.
Dopo aver dedicato dieci anni a documentarsi ed esaminare le carte processuali, malgrado ripetute interruzioni dei finanziamenti da parte della Penta, Ferrara riuscì a portare in scena la propria ricostruzione dei fatti con un cast di 164 attori.
Il film d'inchiesta e impegno civile, dal taglio quasi documentaristico, è dedicato in apertura a Gian Maria Volontè.
Alla sua uscita nelle sale ebbe comunque un'accoglienza fredda da parte della critica quanto del pubblico.

## Vicenda legale
Il regista era già stato destinatario di altri due esposti per il film Giovanni Falcone, una condanna per diffamazione nei confronti di Bruno Contrada e una separata richiesta di risarcimento in sede civile pari a 4 miliardi di lire da parte di Vincenzo Geraci.
In merito al film I banchieri di Dio, il Tribunale di Roma rilevò che nel rispetto del diritto di cronaca il film presentò fatti "ufficialmente veri", in quanto basati su un atto pubblico ufficiale quale è l'ordinanza di custodia cautelare firmata dal GIP romano e confermata in seconda istanza dal Tribunale del Riesame: le scene riguardanti Carboni rinviano continuamente lo spettatore alle carte processuali mediante puntuali citazioni presenti nei sottotitoli, fedelmente rappresentate, pur con alcune licenze artistiche che non violano la verità di fatti maggiori.
Nel libro-inchiesta uscito contestualmente al film, Ferrara affermò che Cento giorni a Palermo (su Carlo Alberto dalla Chiesa), Il caso Moro, Giovanni Falcone e I Banchieri di Dio sono «quattro distinti minigolpe implosivi di un medesimo disegno antidemocratico che, metro dopo metro, hanno portato il Paese, come scrive Gina Lagorio, ‘su uno scivolo ogni giorno più viscido verso il regime’», "picchi delittuosi" tutti collegati alla vicenda della P2.

## Critica
«Indiscutibilmente il film italiano più sconcertante della stagione. Ricostruendo la vicenda del banchiere Calvi, e tutti i suoi intricatissimi legami con la P2, lo IOR, il Vaticano e le stanze più esclusive della politica italiana, Giuseppe Ferrara e Armenia Balducci (sceneggiatrice) vanno alle radici dei più misteriosi misteri italiani, e ricapitolano - grazie a una ricostruzione puntigliosa - un episodio centrale della nostra Storia recente. [...]»
(Alberto Crespi, L'Unità)

## Inesattezze storiche
- La prima parte del film è ambientata nel 1976. Quando Calvi fa visita al Vaticano, il Papa è papa Giovanni Paolo II, eletto nel 1978 ed essi parlano del sindacato Solidarność nato nel 1980, quindi il tutto si svolge nei primissimi anni '80.
- Le autovetture che, nel film, sono utilizzate dalla Guardia di Finanza nelle operazioni datate all'inizio del 1981 (ultimo modello di Alfetta e Alfa Romeo 75) sarebbero state prodotte, nella realtà, rispettivamente dal 1983 e dal 1985.
- Le scene davanti alla Stazione Centrale di Milano, vicino al Parlamento britannico a Londra e durante il viaggio di Calvi verso l'Austria, mostrano veicoli decisamente contemporanei al film (inizio anni 2000) e non esistenti nei primi anni '80.